# Papalino
Il termine papalino sta ad indicare il rapporto che si stabilisce con il Papa nelle sue funzioni di capo dello Stato della Chiesa.
In senso dispregiativo la parola vuole indicare il comportamento di chi è particolarmente ossequente nei confronti di un'autorità costituita o di tradizioni ormai superate ed estensivamente, papalino assume il significato riferito a chi sostiene o sosteneva la validità del potere temporale papale come, ad esempio, nella storia risorgimentale italiana, il partito neoguelfo o quelli che furono definiti clericali.